# Il Tempo Se Ne Va (збірник)
«Il Tempo Se Ne Va» (укр. «Час йде») — збірка пісень італійського співака та кіноактора Адріано Челентано, випущена 1983 року на лейблі «Clan Celentano».

## Про збірку
До збірки увійшли пісні з альбомів Адріано Челентано «Un po' artista un po' no» (1980) і «Deus» (1981), вона випускалася на LP, CD і касетах.

## Трек-лист
LP
Сторона «A»
| #  | Назва                          | Автор слів                            | Автор музики                      | Рік  | Тривалість |
| -- | ------------------------------ | ------------------------------------- | --------------------------------- | ---- | ---------- |
| 1. | «Deus»                         | Адріано Челентано, Пінуччіо Піраццолі | Гаррі Белафонте                   | 1981 | 5:40       |
| 2. | «Se Non E' Amore»              | Мікі Дель Прете, Крістіано Мінеллоно  | Тото Кутуньйо                     | 1980 | 4:18       |
| 3. | «Spettabile Signore»           | Клаудія Морі, Крістіано Мінеллоно     | Тото Кутуньйо                     | 1980 | 3:02       |
| 4. | «Mi Fanno Ridere»              | Крістіано Мінеллоно                   | Джон Мараскалко, Роберта Блекуелл | 1981 | 4:22       |
| 5. | «Un Pò Artista E Un Pò No»     | Мікі Дель Прете, Крістіано Мінеллоно  | Тото Кутуньйо                     | 1980 | 5:05       |
| 6. | «Una Parola Non Ci Scappa Mai» | Клаудія Морі, Крістіано Мінеллоно     | Тото Кутуньйо                     | 1980 | 4:18       |

Сторона «Б»
| #     | Назва                     | Автор слів                           | Автор музики                       | Рік  | Тривалість |
| ----- | ------------------------- | ------------------------------------ | ---------------------------------- | ---- | ---------- |
| 7.    | «Il Tempo Se Ne Va»       | Клаудія Морі, Крістіано Мінеллоно    | Тото Кутуньйо                      | 1980 | 3:53       |
| 8.    | «L'Orologio»              | Мікі Дель Прете, Крістіано Мінеллоно | Тото Кутуньйо                      | 1980 | 4:44       |
| 9.    | «L'Estate E' Già Qua»     | Лео К'йоссо                          | Ел Льюїс, Ларрі Сток, Вінсент Роуз | 1981 | 2:35       |
| 10.   | «Non Se Ne Parla Nemmeno» | Клаудія Морі, Крістіано Мінеллоно    | Тото Кутуньйо                      | 1980 | 4:15       |
| 11.   | «L'Artigiano»             | Адріано Челентано                    | Джо Кокер, Кріс Стейнтон           | 1981 | 7:12       |
| 12.   | «Doce Vai Jack?»          | Лео К'йоссо                          | Персі Мейфілд                      | 1981 | 3:22       |
| 52:52 |                           |                                      |                                    |      |            |

## Видання
| Назва                    | Лейбл                  | Маркування   | Країна  | Рік  |
| ------------------------ | ---------------------- | ------------ | ------- | ---- |
| Il Tempo Se Ne Va (LP)   | Clan Celentano, Musica | LSM 1016     | Італія  | 1983 |
| Il Tempo Se Ne Va (Cass) | Clan Celentano, Musica | 35 LSM 1016  | Італія  | 1983 |
| Il Tempo Se Ne Va (CD)   | Clan Celentano, Musica | CDLSM 100008 | Франція | 1987 |